# 3133 Sendai
3133 Sendai este un asteroid din centura principală, descoperit pe 4 octombrie 1907 de August Kopff.